# فرد دبليو. تانر
فرد دبليو. تانر (بالإنجليزية: Fred W. Tanner)‏ هو عالم أحياء دقيقة أمريكي، ولد في 1888، وتوفي في 1957.